# Gyohyeonallim-dong
Gyohyeonallim-dong (koreanska: 교현·안림동) är en stadsdel i staden Chungju i provinsen Norra Chungcheong i den centrala delen av i Sydkorea, 110 km sydost om huvudstaden Seoul.